# Dryocopus pileatus
Dryocopus pileatus là một loài chim trong họ Picidae.

## Hình ảnh

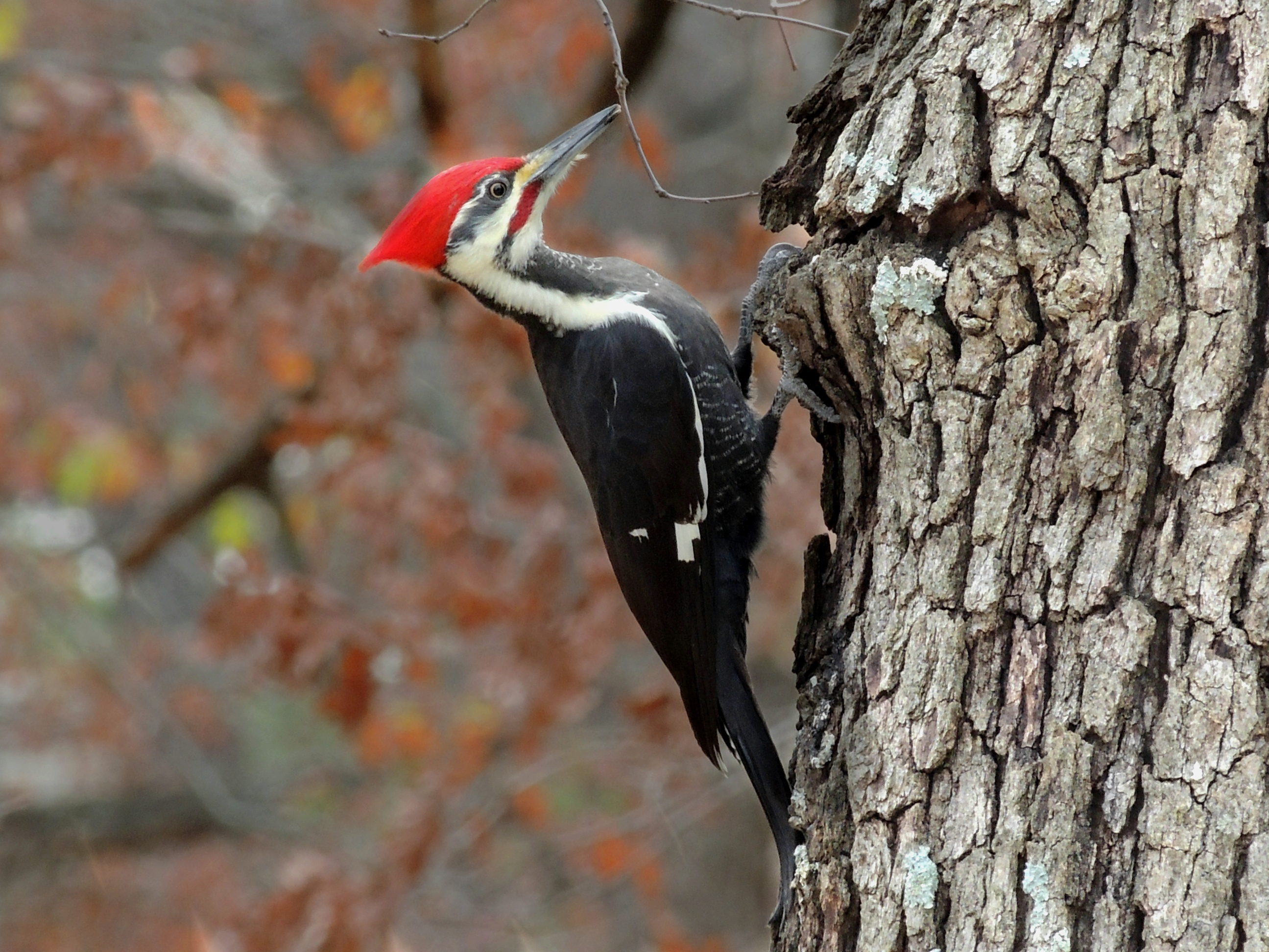
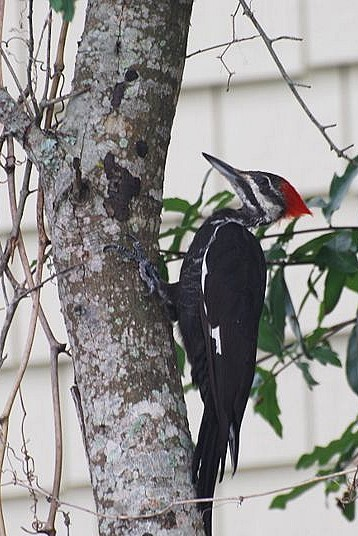
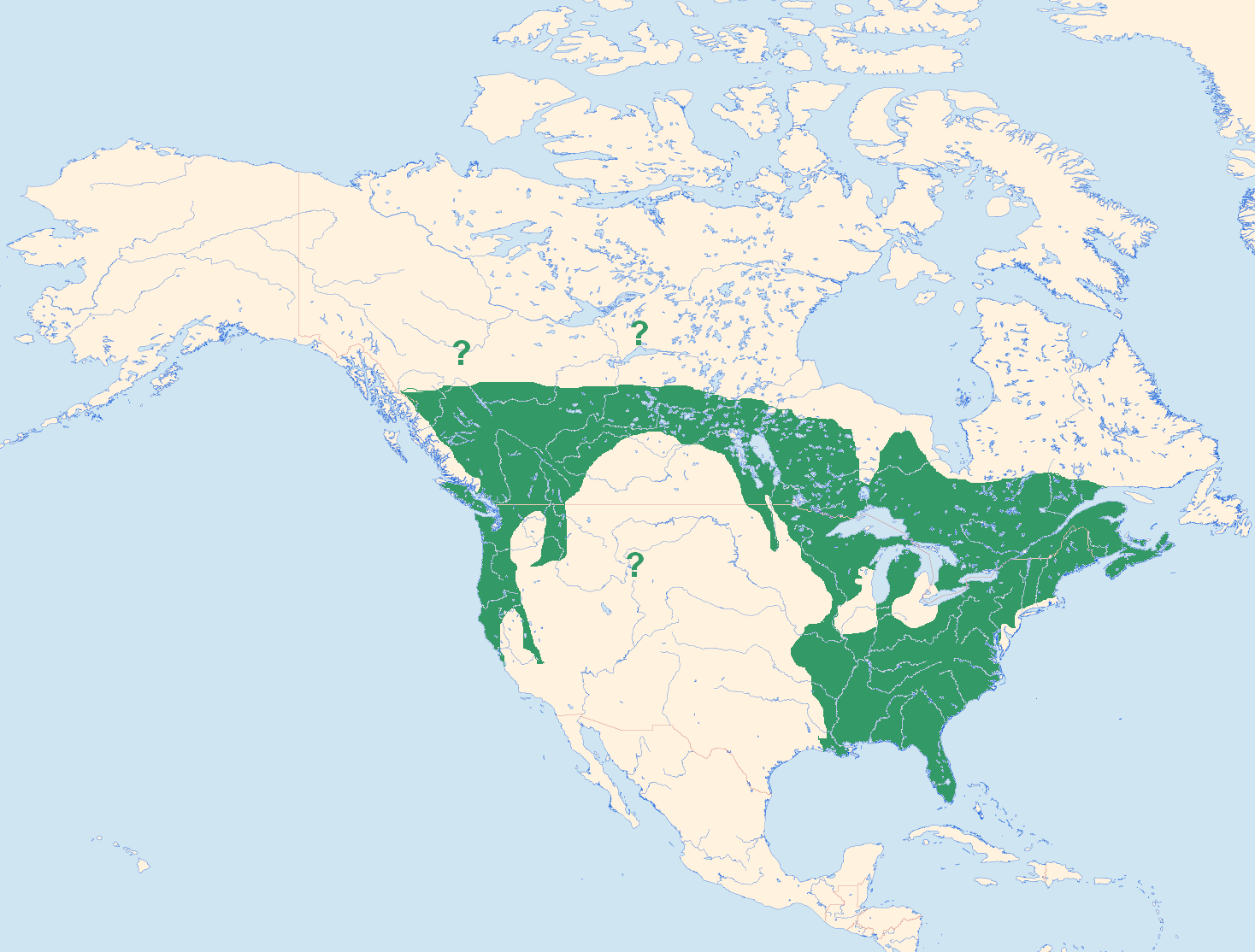
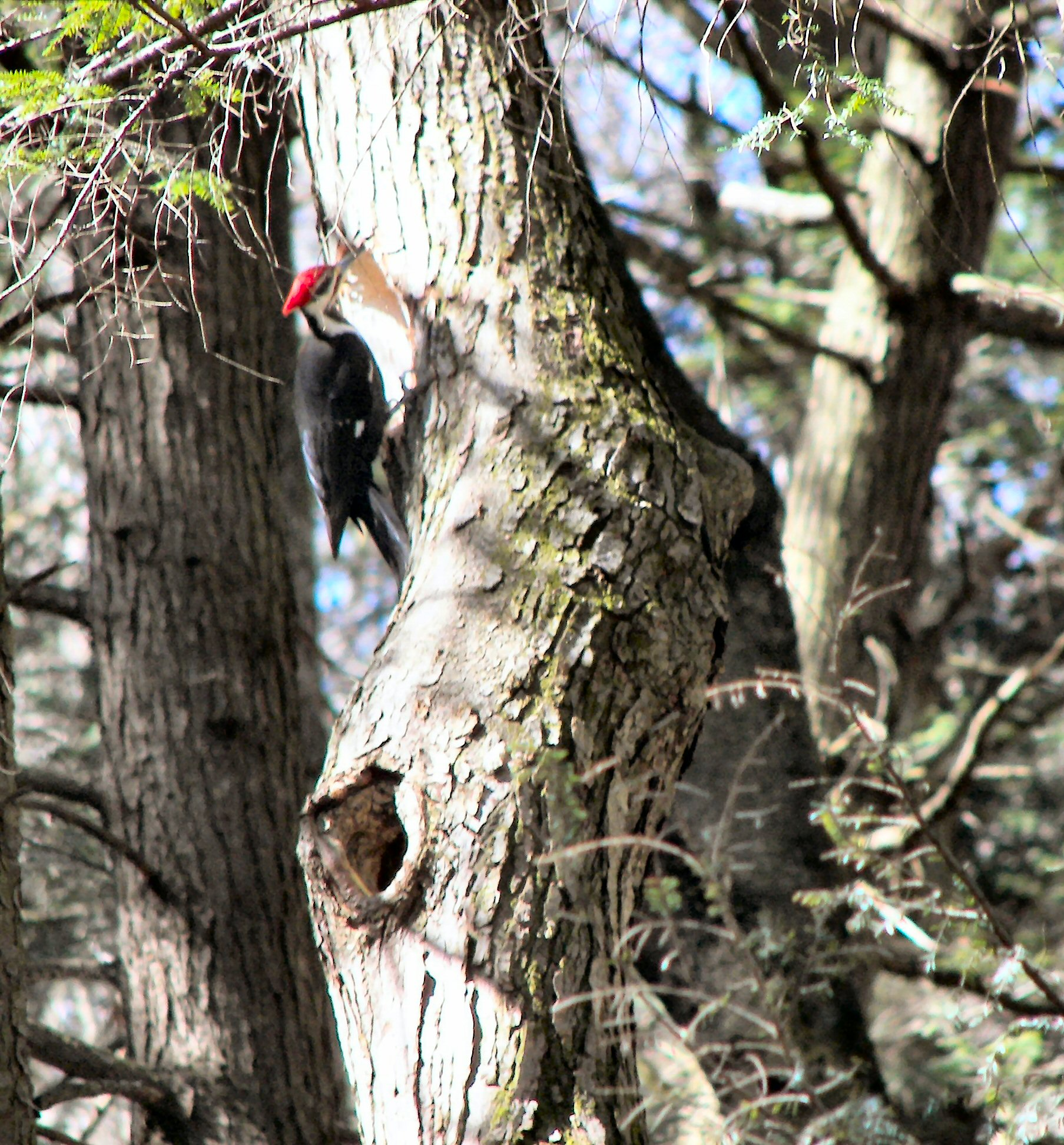
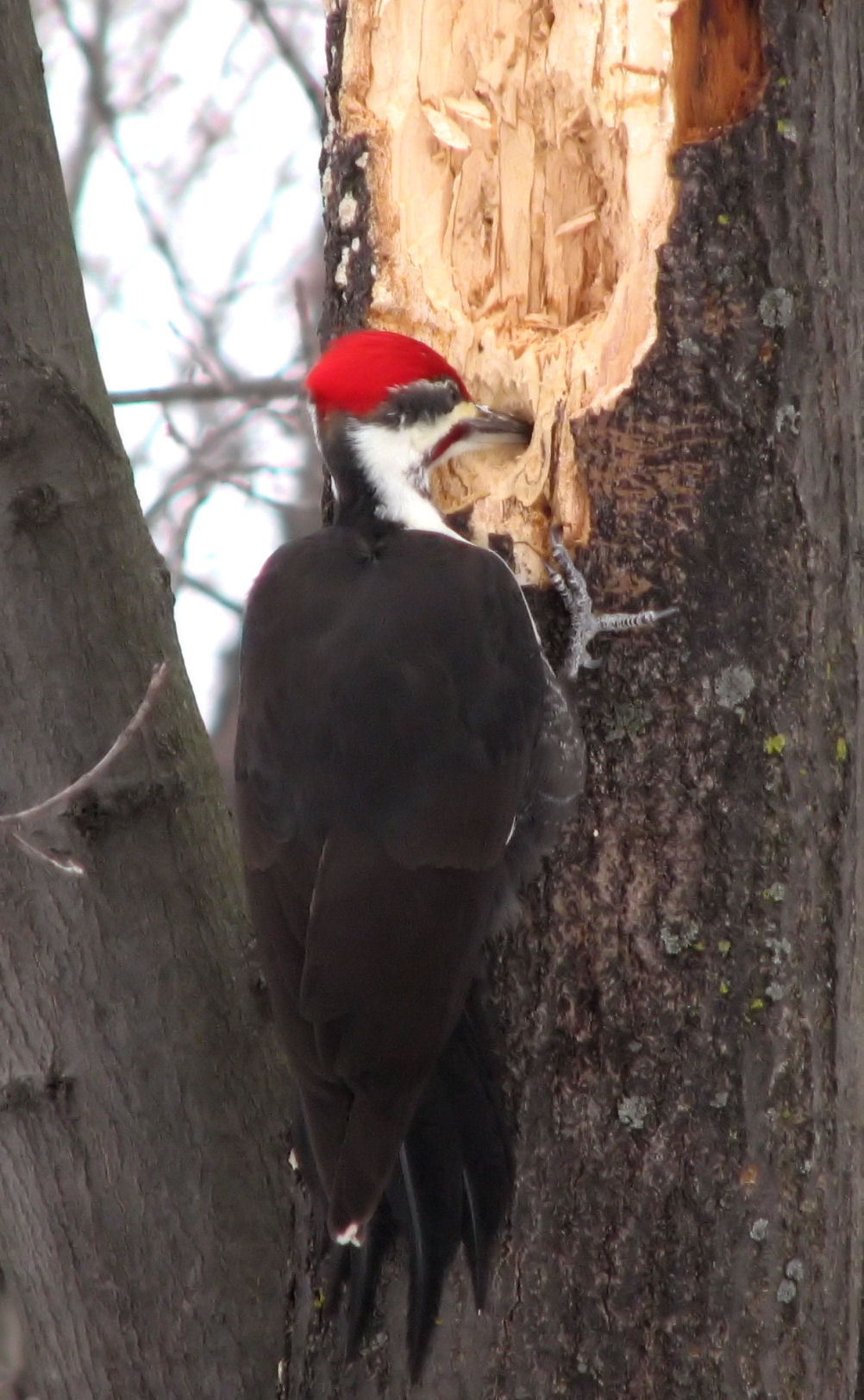